# 鈴与商事
鈴与商事株式会社（すずよしょうじ）は、エネルギー事業、建材・設備事業、住宅設備事業、化学品事業、電機事業、情報通信事業を行う企業。鈴与グループの主力企業の一つである。 静岡県静岡市清水区に本社を置く。

## 沿革
- 1990年 - 鈴与株式会社から分社する。
- 1998年 - 日本で初めてセルフ式ガソリンスタンド『セルフ24』を開店させる。
- 2000年 - 静岡ケアサービス株式会社設立。
- 2000年 - 鈴与トラックステーション株式会社に軽油事業を移管。
- 2001年 - エネルギーシステム事業部・住宅設備事業部設置。
- 2003年 - 鈴サイ技術諮詢有限公司設立。
- 2005年 - 設立15周年式典挙行。

## 事業内容
- エネルギー事業
- マテリアル事業
- 住宅設備事業
- SS運営事業
  - 日本で初めてセルフ式ガソリンスタンドを開店させたパイオニアである（運営会社は株式会社セルフ24が中心となる。開始当初は鈴与オイルサービス株式会社が中心となっていた）。セルフ24草薙店が日本初のセルフ式ガソリンスタンドであり、株式会社セルフ24本部に当時の計量器検定第1号の証票が展示してある。

## 鈴与商事管掌の主な企業
- 株式会社ENEOSウイング（旧・ 佐賀石油販売株式会社）
- J&Sフリートホールディングス株式会社
- S-net静岡株式会社

- 鈴与ガスあんしんネットグループ
- 株式会社山梨エルピーガスセンター
- 由比ガス有限会社

- 清水製薬商事株式会社
- 株式会社イワタ
- 静岡塩業株式会社

- 清水エネルギー株式会社
- 清水特殊容器株式会社
- 株式会社ツキジベンディング
- 名古屋エネルギー株式会社
- ファステム株式会社
- ミナト生コン株式会社
- 山口エネルギー株式会社